# موزز لین
موزز لین (انگلیسی: Moses Lane; ۱۷ فوریهٔ ۱۸۹۵ – ۱۴ ژوئیهٔ ۱۹۴۹) بازیکن فوتبال اهل بریتانیا بود.
از باشگاه‌هایی که در آن بازی کرده‌است می‌توان به باشگاه فوتبال والسال، باشگاه فوتبال دربی کانتی، باشگاه فوتبال ووستر سیتی، و باشگاه فوتبال بیرمنگام سیتی اشاره کرد.